# Лука Леонарді
Лука Леонарді (італ. Luca Leonardi, 1 січня 1991) — італійський плавець.
Учасник Олімпійських Ігор 2016 року.
Чемпіон Європи з водних видів спорту 2014 року, призер 2012, 2016 років.
Чемпіон Європи з плавання на короткій воді 2010 року.